# Yogi Bear's Gold Rush
Yogi Bear's Gold Rush, i Europa känt som Yogi Bear in Yogi Bear's Goldrush, är ett plattformsspel till Game Boy från 1994.

## Handling
Yogi Björn skall rädda Jellystones nationalpark från det elaka spöket Jake; som stulit driftpengarna.

### Fotnoter
1. 1 2 3  Yogi Bear's Gold Rush på GameFAQs
2. ↑  ”Yogi Bear” (på svenska). Super Power (Solna: Atlantic) (8 1994). november 1994. Läst 23 april 2014.
3. ↑  Overview of Yogi Bear's Gold Rush på MobyGames